# Gisela!
Pour les articles homonymes, voir Gisela.
Gisela! (oder Die merk- und denkwürdigen Wege des Glücks) (ou Les étranges et inoubliables chemins du bonheur) est un opéra de Hans Werner Henze sur un livret du compositeur. Commandé en 2010 par le Semperoper de Dresde et la Ruhrtriennale, il est créé le 25 septembre 2010 à Gladbeck par l'ensemble Fabrikmusik et des étudiants de la Folkwang Universität d'Essen.

## Distribution
- Gisela Gelmeier, étudiante (soprano)
- Gennaro Esposito (ténor)
- Hanspeter Schluckebier, étudiant (baryton)
- Le consul général d'Allemagne (basse)
- Une touriste (soprano)
- Un touriste (ténor)
- Antonio Scarlatti (baryton)
- Un mime (rôle muet)
- Une touriste (mezzo-soprano)

## Argument
Gisela une étudiante en histoire de l'art visite Naples avec son fiancé et quelques étudiants. Ils assistent à une pièce de la Commedia dell'arte dans un théâtre classique et Gisela remarque admirative Gennario l'acteur qui joue Pulcinella . Ils se rencontrent le lendemain et tombent amoureux l'un de l'autre puis décident de quitter Naples et le groupe d'étudiants pour l'Allemagne. Arrivés à la gare d'Oberhausen, ils ne savent où aller. Gisela s'endort sur un banc et fait des cauchemars.